# 京阪百貨店

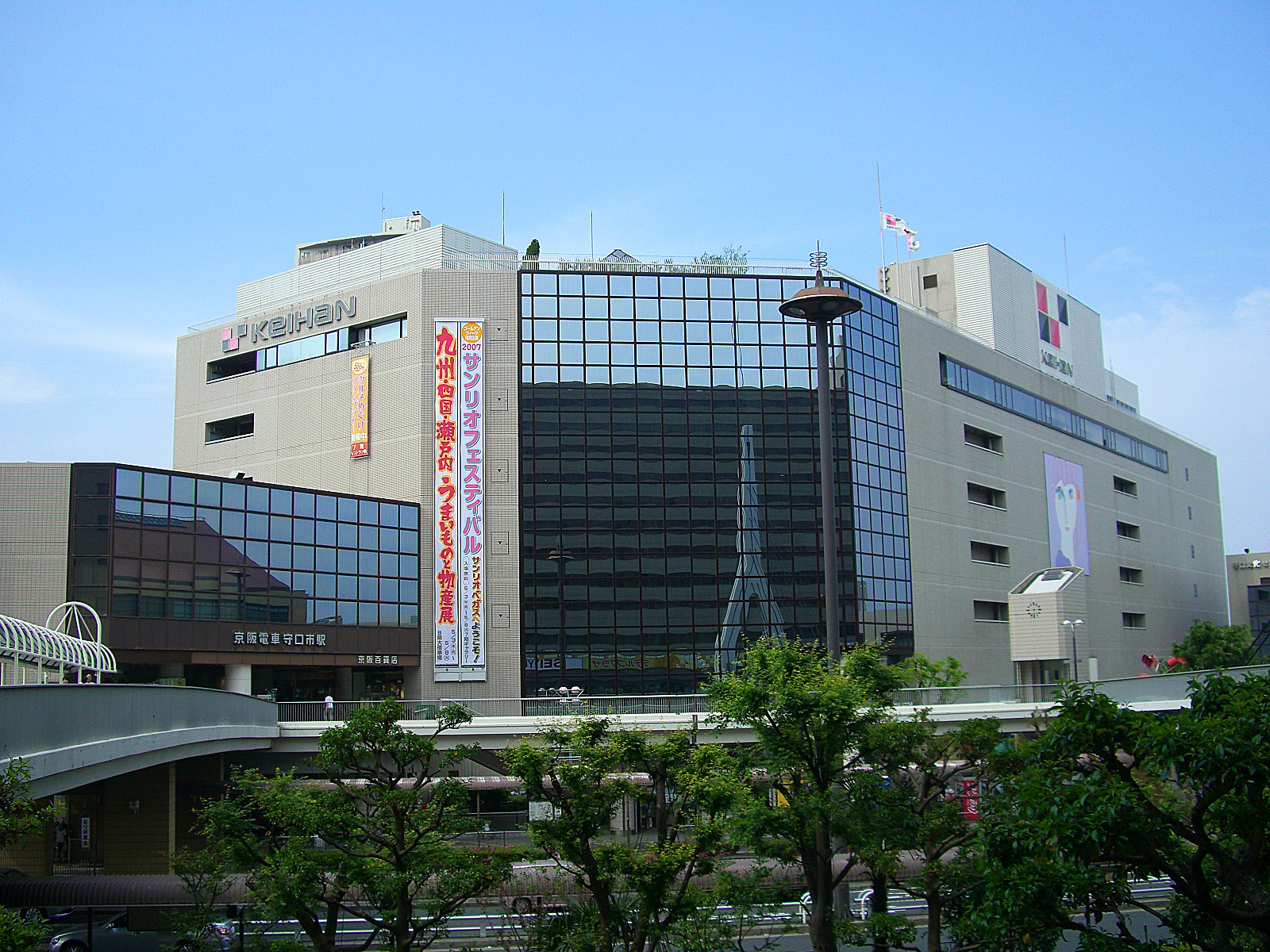
京阪百貨店守口店（京阪電鉄守口市駅と直結）

株式会社京阪百貨店（けいはんひゃっかてん）は、大阪府守口市に本社を置く京阪ホールディングス傘下の日本の百貨店である。日本百貨店協会加盟。

## 概説
京阪百貨店は店舗としては現在5店舗を営業しており、すべて大阪府内にある。コーポレート・メッセージは『すがたも心もきれいな百貨店』。

### 阪急百貨店との関係
本店である守口店の場所は、1972年に寝屋川市に移転した京阪電鉄守口車庫の跡地である。1946年に京阪デパートを撤退して以来、京阪グループには百貨店経営のノウハウが少なかった。このため、京阪デパート跡地で天満橋阪急を営業した経験があり、電鉄系百貨店の先輩でもある阪急百貨店（現在の阪急阪神百貨店）に百貨店準備室の社員を派遣して研修を行った。阪急百貨店への研修は1985年入社の社員まで行われており、守口店開店の際は阪急百貨店の支店が開業するかのように阪急百貨店関係者らは応援したという。

### 特色
鮮魚・精肉・青果の生鮮3品については、守口店開業時から直営している。生鮮食料品は上述の阪急百貨店を含めた多くの百貨店でテナント等が運営しているため、異例の取り組みだが、専門性を高めることでほかの商業施設との差別化を図る狙いがある。2010年代後半にはさらに直営化を進め、2016年春には婦人服や紳士服の自主編集・自主販売売場、2018年春には服飾雑貨の直営売場を守口店に開設した。2018年5月下旬には京橋店のデパ地下に飲食の寿司イートイン「とれとれ寿司」も出している。これらはテナント時代よりも高い売上高を出している。
くずはモール店2階に出店するロフトのほか、無印良品についても、枚方店2階(1338㎡)のほか、イオンモール堺北花田や山科などにおいてフランチャイズ店舗を運営している。これらも当社の責任・スタッフで運営するため直営化の一環としている。

### 京阪デパートとの関係
株式会社京阪百貨店は、1932年から1946年に白木屋（東急百貨店の前身）と提携して運営されていた百貨店の京阪デパートや、1952年から1985年に存在したスーパーマーケットである京阪デパート（現在の京阪ザ・ストア、当時は京阪電鉄直営）とは別個の企業である。ただし同じ京阪グループに属する。

## 沿革
- 1983年（昭和58年）4月15日 - 「株式会社京阪百貨店」を設立[1]（資本金4億8千万円）。
- 1985年（昭和60年）10月12日 - 京阪守口市駅前（守口車庫・守口工場跡地）にターミナルデパート京阪百貨店が開店。
- 1990年（平成2年）
  - 5月7日 - メルカード店開店（京阪守口ビル1.2階）。
  - 11月2日 - クリスタルタワー内（1 - 2階）に「クリスタルタワー店」を開店。
- 1994年（平成6年）
  - 9月4日 - 関西国際空港旅客ターミナルビル内（3階）に「関西空港店」を開店。
  - 10月1日 - 京阪枚方市駅高架下の「京阪枚方ステーションモール」内に「ひらかた店」を開店。
- 1998年（平成10年）5月31日 - メルカード店閉店。
- 2000年（平成12年）7月19日 - 「クリスタルタワー店」を閉店。
- 2002年（平成14年）
  - 6月15日 - 「京阪モール」内に『京橋店』地下1階「食品館」を開店。
  - 10月4日 - 京阪モール内に『京橋店モードスタイリング館』が開店。
- 2004年（平成16年）4月4日 - 「関西空港店」を閉店。
- 2005年（平成17年）
  - 4月14日 - 「くずはモール」のリニューアルに合わせて「くずはモール店」を開店。
  - 4月29日 - 京阪守口市駅に「スイーツランド」を開店。
  - 9月30日 - ISO14001の認証取得。
- 2010年（平成22年）10月8日 - 「ポップタウン住道オペラパーク」（JR学研都市線住道駅前）内に「すみのどう店」を開店。（プレオープンは10月5日）
- 2011年（平成23年）11月10日 - 守口店地階食品フロアをリニュアルオープン。
- 2014年（平成26年）3月12日 - くずはモールのリニューアルに合わせて、くずはモール店をリニュアルオープン。スーパーマーケットの成城石井が1Fに出店。
- 2017年（平成29年）3月17日 - 京阪モールのリニューアルに合わせて、モール京橋店1階ファッションフロアをリニューアルオープン。
- 2018年（平成30年）10月3日 - ギフト配送料の値上げにおいて、私的独占の禁止及び公正取引の確保に関する法律（独占禁止法）違反（価格カルテル）で公正取引委員会から排除措置命令および課徴金納付命令を言い渡される[6][7][8]。対象となったのは、京阪百貨店のほかに髙島屋・阪急阪神百貨店・近鉄百貨店・そごう・西武・大丸松坂屋百貨店（大丸松坂屋百貨店は排除措置命令および課徴金納付命令から除外[9]）。

## 店舗
- 守口店（守口市[1]、売場面積60,296m2）
京阪守口市駅東口に直結している。京阪電気鉄道が所有する『京阪百貨店ビル』に入居している。唯一の単独店舗であり、本社所在地でもある。
- くずはモール店（枚方市、売場面積13,000m2）
京阪樟葉駅前にある『くずはモール』の核テナントの一つであり、同モールの旧本館現ミドリノモールの東側1階・2階を占める。当初あった催事場をロフトに転換後、2021年に3階フロアを閉鎖した。2階売場も移転したロフトとGUが入居し、残りの取扱品目は婦人服、アクセサリ、化粧品、食料品に特化している。
- ひらかた店（枚方市岡東町1919[1]、売場面積3,718m2[1]）
京阪枚方市駅中央口に直結している。同駅の高架下にある『京阪枚方ステーションモール』の核テナントであり、同モールの西側を占めるほか、のちに東側1階にも拡大した。無印良品以外の取扱品目は食料品に特化している。
- モール京橋店（大阪市都島区、売場面積6,000 m2）
京阪京橋駅中央口に直結している。同駅の高架下にある『京阪モール』の核テナントであり、同モールの東側を占める。取扱品目は婦人服、アクセサリ、化粧品、食料品に特化している。
- すみのどう店（大東市、売場面積10,000 m2）
JR学研都市線住道駅から北へ徒歩約4分の位置にあるショッピングセンター『ポップタウン住道オペラパーク』の核テナントの一つである。同センター東館の東側を占める。唯一の沿線外店舗。

## 実現しなかった店舗

### 三条店
- 三条駅前も候補地として挙がっていたが、ジェイアール京都伊勢丹開業を契機に百貨店間の競争が京都で激しくなり、当時の京都近鉄百貨店京都店が赤字転落するなど環境が厳しいため断念した[10]。

### 松井山手店
- 三条駅前に代わる候補地として人口増加が著しい京都府京田辺市の松井山手駅近くへの出店を構想していた[10]。同駅周辺は京阪グループが開発している地域でもある。